# Giru de Baekje
Giru de Baekje (muerto 128, r. 77–128) fue el tercer rey de Baekje, uno de los Tres Reinos de Corea.

## Antecedentes
Fue el hijo mayor del Daru de Baekje y se convirtió en el heredero al trono en el año 33. Devino rey  a la muerte de Daru en el 77, que era el 50.º año  de su reinado. El Samguk Sagi registra que «su conocimiento era vasto y no estorbó sus intenciones con detalles menores».

## Reinado
Poco se sabe sobre los detalles de su reinado. El Samguk Sagi registra varios desastres naturales, incluyendo terremotos, sequías, y tifones, como malos augurios para el reino.
En 85 invadió los alrededores del reino coreano rival de Silla, pero firmó un tratado de paz en 105. Baekje y Silla estuvieron en paz desde entonces.  En 125, Giru envió ayuda a Silla a petición de Jima, para repeler una invasión Malgal. Como no había ningún enemigo al este de Baekje, se unió con Goguryeo, enviando 10,000 tropas a la comandancia de Xuantu en 122.